# Chentang
Chentang (kinesiska: 陈塘, 陈塘镇) är en köping i Kina. Den ligger i den autonoma regionen Tibet, i den sydvästra delen av landet, omkring 410 kilometer sydväst om regionhuvudstaden Lhasa. Antalet invånare är 2 043. Befolkningen består av 976 kvinnor och 1 067 män. Barn under 15 år utgör 36 %, vuxna 15-64 år 58 %, och äldre över 65 år 5,0 %.